# Kriegskreuz (Spanien)

Spanisches Kriegskreuz (2003)

Das Kriegskreuz (esp. Cruz de guerra) war eine spanische Kriegsauszeichnung, die am 29. März 1938 in einer Klasse als Bruststern gestiftet wurde. Ihr Aussehen entsprach mit geringen Abweichungen dem Maria-Christina-Kreuz von 1890.

## Aussehen
Das Kriegskreuz mit einem Durchmesser (von "Spitze zu Spitze") von 60 mm ist ein massiver silberner achtstrahliger Stern mit brillantierten, oxidierten Strahlen und zeigt in seiner Mitte ein goldenes Kreuz, dessen Enden sich in einer Tatze von drei rechten Winkeln verbreitern und je mit einer Figur ausgelegt sind. Der linke und rechte Kreuzarm zeigen als Figur einen Löwen. Der untere Kreuzarm wird von einer Burg des spanischen Wappens ausgefüllt, der obere von einer Krone. Die Kreuzarme selbst sind netzartig gemustert und ihr Rand etwas erhöht und poliert. Am oberen Kreuzarm, unterhalb der eingelassenen Krone, ist eine polierte Spange angebracht, die zur Eingravierung des Verleihungsanlasses diente. Das Kreuz ist dabei hinterlegt von einem goldenen Lorbeerkranz, durch den in den Kreuzwinkeln jeweils ein nach oben gerichtetes Schwert zu sehen ist. Die Entfernung von Schwertknauf zu Schwertknauf beträgt 48,5 mm. Das 25 mm durchmessende Mittelmedaillon zeigt das farbig emaillierte Wappen von Kastilien und León, wobei das königliche Lilienschild durch ein blaues hochovales zentrales Mittelschildchen mit einem goldenen Granatapfel (Granada) ersetzt wurde. Das Wappen von Kastilien liegt dabei auf rot emailliertem Grund und zeigt ein Kastell. Das Wappen von León liegt dagegen auf weißen Grund und zeigt einen Löwen, der fertigungsbedingt nicht rot gehalten werden konnte, sondern golden ist. Das Wappen ist von einem blauen Schriftring umschlossen, auf dem AL MERITO (oben) und EN CAMPANA zu lesen ist.

## Trageweise
Getragen wurde das Kriegskreuz an der linken Brustseite des Beliehenen. Sein Vorgänger, das Maria-Christina-Kreuz, wurde hingegen noch am Band getragen.